# القريشة (السودان)
الُقرَّيشَة هي إحدى المحليات الحدودية لولاية القضارف وتقع على سهل طيني يتسم بخصوبة ترتبته ويشقه نهر عطبرة.

## الموقع
تقع القريشة في شمال شرق ولاية القضارف وتحدها من ناحية الجنوب محلية القلابات الغربية، ومن الناحية الشرقية محلية الفشقة ودولة إثيوبيا، ومن الغرب محلية القلابات الغربية.

## المساحة والسكان
تبلغ مساحتها 32000 كيلو متر مربع، ويصل عدد سكانها إلى حوالي 83.394 نسمة، (احصائيات عام 2008).

## التاريخ
دار في منطقة القريشة قتال بين قوة دفاع السودان التي كانت تتبع الإدارة الإستعمارية البريطانية، والقوات الإيطالية التي كانت تتواجد في مستعمرة إريتريا الإيطالية، وتعتبر قوة دفاع السودان نواة الجيش السوداني الحالي. وتتبع المنطقة عسكريا لللواء الرابع مشاه.

## الأحياء السكنية
يوجد في داخل المحلية حوالي 62 حياً، سكنياُ وابرزها الحي الغربي (الصبحاب) ويعتبر أكبر الاحياء ويمثل الكتلة الاقتصاديه للمحليه من تجار وراعا ومزارعين ومغتربين واكثرهم بدول المهجر يعد الاضخم في المحلية به 3 مدارس و2 رياض أطفال قامو ببنائها بالجهد الشعبي ويضم ثلاثه احيا النصر.والشهداء. والصفاء. يتبع للقريشه حاضرة المحلية وتتبع لها إدارياً حوالي 46 قرية.

## النشاط الإقتصادي للسكان
يمارس سكان القريشة الرعي والزراعة والتجارة الحدودية.
1. ↑  "نسخة مؤرشفة". مؤرشف من الأصل في 2014-11-10. اطلع عليه بتاريخ 2014-11-09.
2. ↑  http://alintibaha.net/portal/%D8%AD%D9%88%D8%A7%D8%AF%D8%AB-%D9%88-%D9%82%D8%B6%D8%A7%D9%8A%D8%A7/4981-%D9%83%D8%A7%D8%B1%D8%AB%D9%80%D9%80%D9%80%D8%A9-%D9%85%D9%84%D8%B9%D9%80%D9%80%D9%88%D9%86%D9%80%D9%80%D9%80%D8%A9-%D8%A8%D8%A7%D9%84%D8%B4%D9%80%D9%80%D8%B1%D9%82-2%D9%80-2.html%5Bوصلة+مكسورة%5D